# Осман Озкойлу
Осман Озкойлу (тур. Osman Özköylü, нар. 26 серпня 1971, Айдин) — турецький футболіст, що грав на позиції захисника. По завершенні ігрової кар'єри — тренер. З 2018 року очолює тренерський штаб команди «Османлиспор».
Виступав, зокрема, за клуб «Трабзонспор», а також національну збірну Туреччини.
Володар Кубка Туреччини. Володар Суперкубка Туреччини.

## Клубна кар'єра
У дорослому футболі дебютував 1991 року виступами за команду «Айдинспор», в якій провів два сезони, взявши участь у 40 матчах чемпіонату. 
Своєю грою за цю команду привернув увагу представників тренерського штабу клубу «Трабзонспор», до складу якого приєднався 1993 року. Відіграв за команду з Трабзона наступні дев'ять сезонів своєї ігрової кар'єри.
Згодом з 2002 по 2006 рік грав у складі команд «Самсунспор», «Кайсеріспор», «Коджаеліспор» та «Туранспор».
Завершив ігрову кар'єру у команді «Узаспор», за яку виступав протягом 2006—2007 років.

## Виступи за збірну
У 1995 році дебютував в офіційних матчах у складі національної збірної Туреччини.
У складі збірної був учасником чемпіонату Європи 2000 року у Бельгії та Нідерландах.
Загалом протягом кар'єри в національній команді, яка тривала 6 років, провів у її формі 10 матчів.

## Кар'єра тренера
Розпочав тренерську кар'єру відразу ж по завершенні кар'єри гравця, 2007 року, очоливши тренерський штаб клубу «Туранспор».
У 2016 році став головним тренером команди «Сівасспор», тренував сіваську команду один рік.
Протягом тренерської кар'єри також очолював команди «Ерзурумспор», «Корфез Ісендерунспор», «Елязигспор», «Денізліспор», «Кайсері Ерджієсспор», «Анкараспор», «Шанлиурфаспор», «Адана Демірспор», «Самсунспор», «ББ Ерзурумспор» та «Аданаспор».
З 2018 року очолює тренерський штаб команди «Османлиспор».

## Титули і досягнення

### Як гравця
- Володар Кубка Туреччини (1):

«Трабзонспор»: 1994-1995
- Володар Суперкубка Туреччини (1):

«Трабзонспор»: 1995